# Copa Perú 2006
La Copa Perú 2006 fue la edición número 34 en la historia de la competición y se disputó entre los meses de febrero y diciembre con la participación de equipos de cada "Liga Distrital" del Perú..
El torneo finalizó el 16 de diciembre tras disputarse el partido de vuelta de la final que consagró como campeón al Total Clean FC de Arequipa. Con el título obtenido este club lograría el ascenso al Campeonato Descentralizado 2007 mientras que el otro finalista, Hijos de Acosvinchos accedería a la Segunda División Peruana 2007.

## Etapa Regional
A esta fase clasificaron dos equipos de cada departamento del Perú desde la llamada "Etapa Departamental".

### Región I
| Departamento | Club                   | Ciudad             |
| ------------ | ---------------------- | ------------------ |
| Amazonas     | Asociación Amazonas FC | Chachapoyas        |
| Amazonas     | Deportivo Municipal    | Mendoza            |
| Lambayeque   | Boca Junior            | Ferreñafe          |
| Lambayeque   | Juan Aurich            | Chiclayo           |
| Piura        | Olimpia FC             | La Unión           |
| Piura        | Corazón Micaelino      | Piura              |
| Tumbes       | Sport Pampas           | Pampas de Hospital |
| Tumbes       | Defensor Arica         | Papayal            |

#### Grupo A
| Equipo               | PJ | PG | PE | PP | GF | GC | DG  | Pts |
| -------------------- | -- | -- | -- | -- | -- | -- | --- | --- |
| Juan Aurich          | 6  | 5  | 1  | 0  | 26 | 4  | +22 | 16  |
| Olimpia FC           | 6  | 4  | 1  | 1  | 14 | 12 | +2  | 13  |
| Sport Pampas         | 6  | 2  | 0  | 4  | 7  | 9  | -2  | 6   |
| Municipal de Mendoza | 6  | 0  | 0  | 6  | 4  | 24 | -20 | 0   |

#### Grupo B
| Equipo            | PJ | PG | PE | PP | GF | GC | DG  | Pts |
| ----------------- | -- | -- | -- | -- | -- | -- | --- | --- |
| Corazón Micaelino | 6  | 5  | 0  | 1  | 12 | 1  | +11 | 15  |
| Boca Junior       | 5  | 3  | 0  | 2  | 6  | 8  | -2  | 9   |
| Defensor Arica    | 5  | 1  | 1  | 3  | 4  | 7  | -3  | 4   |
| Amazonas FC       | 6  | 1  | 1  | 4  | 5  | 11 | -6  | 4   |

#### Final regional
|             | Resultado    |                   | Ida   | Vuelta |
| ----------- | ------------ | ----------------- | ----- | ------ |
| Juan Aurich | 2 - 2 4-2(p) | Corazón Micaelino | 1 - 0 | 1 - 2  |

### Región II
| Departamento | Club                              | Ciudad         |
| ------------ | --------------------------------- | -------------- |
| Áncash       | Academia Sipesa                   | Nuevo Chimbote |
| Áncash       | Renovación Condorarma             | Yaután         |
| Cajamarca    | Asociación Deportiva Agropecuaria | Jaén           |
| Cajamarca    | Unión Progreso                    | Jaén           |
| La Libertad  | Sport Vallejo                     | Trujillo       |
| La Libertad  | Carlos A. Mannucci                | Trujillo       |
| San Martín   | Asociación Deportivo Comercio     | Juanjuí        |
| San Martín   | Deportivo Cali                    | Tarapoto       |

#### Grupo A
| Equipo               | PJ | PG | PE | PP | GF | GC | DG  | Pts |
| -------------------- | -- | -- | -- | -- | -- | -- | --- | --- |
| ADA                  | 6  | 4  | 2  | 0  | 10 | 4  | +6  | 14  |
| Carlos A. Mannucci   | 6  | 3  | 3  | 0  | 16 | 6  | +10 | 12  |
| Renovación Condorama | 6  | 1  | 1  | 4  | 9  | 16 | -7  | 4   |
| Deportivo Comercio   | 6  | 1  | 0  | 5  | 11 | 20 | -9  | 3   |

#### Grupo B
| Equipo          | PJ | PG | PE | PP | GF | GC | DG | Pts |
| --------------- | -- | -- | -- | -- | -- | -- | -- | --- |
| Sport Vallejo   | 6  | 4  | 2  | 0  | 7  | 1  | +6 | 14  |
| Deportivo Cali  | 6  | 2  | 1  | 3  | 11 | 8  | +3 | 7   |
| Unión Progreso  | 5  | 1  | 2  | 2  | 3  | 4  | -1 | 5   |
| Academia Sipesa | 5  | 1  | 1  | 3  | 3  | 11 | -8 | 4   |

#### Final regional
- No se disputó

### Región III
| Departamento | Club                     | Ciudad   |
| ------------ | ------------------------ | -------- |
| Loreto       | Colegio Nacional Iquitos | Iquitos  |
| Loreto       | CD Estudiantil San Pablo | Requena  |
| Ucayali      | Sport Loreto             | Pucallpa |
| Ucayali      | Deportivo Hospital       | Pucallpa |

| Equipo       | PJ | PG | PE | PP | GF | GC | DG  | Pts |
| ------------ | -- | -- | -- | -- | -- | -- | --- | --- |
| CNI          | 6  | 3  | 3  | 0  | 12 | 2  | +10 | 12  |
| Hospital     | 6  | 2  | 3  | 1  | 10 | 8  | +2  | 9   |
| San Pablo    | 6  | 2  | 1  | 3  | 8  | 10 | -2  | 7   |
| Sport Loreto | 6  | 1  | 1  | 4  | 5  | 15 | -10 | 4   |

### Región IV
| Departamento | Club                 | Ciudad      |
| ------------ | -------------------- | ----------- |
| Callao       | Deportivo SIMA       | Callao      |
| Callao       | Atlético Chalaco     | Callao      |
| Lima         | Hijos de Acosvinchos | Ate-Vitarte |
| Lima         | Jesús del Valle      | Huaral      |

#### Semifinal
| Local ida        | Resultado global | Local vuelta         | Ida   | Vuelta |
| ---------------- | ---------------- | -------------------- | ----- | ------ |
| Atlético Chalaco | 2 - 5            | Hijos de Acosvinchos | 2 - 1 | 0 - 4  |
| Deportivo SIMA   | 3 - 7            | Jesús del Valle      | 3 - 1 | 0 - 6  |

#### Final regional
|                      | Resultado |                 | Ida   | Vuelta |
| -------------------- | --------- | --------------- | ----- | ------ |
| Hijos de Acosvinchos | 3 - 4     | Jesús del Valle | 2 - 2 | 1 - 2  |

### Región V
| Departamento | Club                            | Ciudad      |
| ------------ | ------------------------------- | ----------- |
| Ayacucho     | Sport Huamanga                  | Ayacucho    |
| Ayacucho     | Deportivo Municipal             | Kimbiri     |
| Huancavelica | Deportivo Municipal             | Yauli       |
| Huancavelica | Deportivo Unión Minas Caudalosa | Huachocolpa |
| Ica          | Sport Victoria                  | Ica         |
| Ica          | Alianza Pisco                   | Pisco       |

| Equipo                | PJ | PG | PE | PP | GF | GC | DG  | Pts |
| --------------------- | -- | -- | -- | -- | -- | -- | --- | --- |
| Sport Victoria        | 10 | 6  | 3  | 1  | 23 | 7  | +16 | 21  |
| Sport Huamanga        | 10 | 6  | 3  | 1  | 19 | 10 | +9  | 21  |
| Alianza Pisco         | 10 | 4  | 3  | 3  | 15 | 10 | +5  | 15  |
| Municipal de Yauli    | 10 | 3  | 3  | 4  | 18 | 20 | -2  | 12  |
| Unión Minas Caudalosa | 9  | 1  | 3  | 5  | 9  | 20 | +11 | 6   |
| Municipal de Kimbiri  | 9  | 0  | 3  | 6  | 8  | 25 | -17 | 3   |

### Región VI
| Departamento | Club                       | Ciudad      |
| ------------ | -------------------------- | ----------- |
| Huánuco      | León de Huánuco            | Huánuco     |
| Huánuco      | Tambillo Grande            | Tingo María |
| Junín        | Deportivo Ingeniería       | Huancayo    |
| Junín        | Asociación Deportiva Tarma | Tarma       |
| Pasco        | Universitario              | Yanacancha  |
| Pasco        | Real Generación Aprominc   | Huayllay    |

#### Grupo A
| Equipo          | PJ | PG | PE | PP | GF | GC | DG | Pts |
| --------------- | -- | -- | -- | -- | -- | -- | -- | --- |
| León de Huánuco | 4  | 3  | 0  | 1  | 8  | 4  | +4 | 9   |
| ADT             | 4  | 2  | 1  | 1  | 7  | 4  | +3 | 7   |
| Real Aprominc   | 4  | 0  | 1  | 3  | 4  | 11 | -7 | 1   |

#### Grupo B
| Equipo                      | PJ | PG | PE | PP | GF | GC | DG | Pts |
| --------------------------- | -- | -- | -- | -- | -- | -- | -- | --- |
| Deportivo Ingeniería        | 4  | 2  | 2  | 0  | 6  | 4  | +2 | 8   |
| Tambillo Grande             | 4  | 1  | 1  | 2  | 6  | 7  | -1 | 4   |
| Universitario de Yanacancha | 4  | 1  | 1  | 2  | 4  | 5  | -1 | 4   |

#### Final regional
|                 | Resultado |                      |
| --------------- | --------- | -------------------- |
| León de Huánuco | 4 - 0     | Deportivo Ingeniería |

### Región VII
| Departamento | Club                                       | Ciudad   |
| ------------ | ------------------------------------------ | -------- |
| Arequipa     | Total Clean FC                             | Arequipa |
| Arequipa     | Senati FBC                                 | Arequipa |
| Moquegua     | Deportivo Enersur                          | Ilo      |
| Moquegua     | Deportivo GER(Grupo Empresarial Rodríguez) | Ilo      |
| Tacna        | Alfonso Ugarte                             | Tacna    |
| Tacna        | Mariscal Miller                            | Tacna    |

#### Grupo A
| Equipo         | PJ | PG | PE | PP | GF | GC | DG  | Pts |
| -------------- | -- | -- | -- | -- | -- | -- | --- | --- |
| Senati FBC     | 4  | 3  | 1  | 0  | 15 | 2  | +13 | 10  |
| Deportivo GER  | 4  | 1  | 2  | 1  | 5  | 4  | +1  | 5   |
| Alfonso Ugarte | 4  | 0  | 1  | 3  | 1  | 15 | -14 | 1   |

| 1º | 24-09-2006 | Jorge Basadre  | Tacna    | Alfonso Ugarte | 0-2 | Deportivo GER  |
| 2º | 27-09-2006 | Mariano Melgar | Arequipa | Senati FBC     | 5-0 | Alfonso Ugarte |
| 3º | 01-10-2006 | Mariscal Nieto | Ilo      | Deportivo GER  | 1-1 | Senati FBC     |
| 4º | 08-10-2006 | Mariscal Nieto | Ilo      | Deportivo GER  | 1-1 | Alfonso Ugarte |
| 5º | 11-10-2006 | Jorge Basadre  | Tacna    | Alfonso Ugarte | 0-7 | Senati FBC     |
| 6º | 15-10-2006 | Mariano Melgar | Arequipa | Senati FBC     | 2-1 | Deportivo GER  |

#### Grupo B
| Equipo            | PJ | PG | PE | PP | GF | GC | DG  | Pts |
| ----------------- | -- | -- | -- | -- | -- | -- | --- | --- |
| Total Clean FC    | 4  | 3  | 1  | 0  | 13 | 3  | +10 | 10  |
| Mariscal Miller   | 4  | 2  | 0  | 2  | 5  | 6  | -1  | 6   |
| Deportivo Enersur | 4  | 0  | 1  | 3  | 2  | 11 | -9  | 1   |

| 1º | 24-09-2006 | Mariscal Nieto | Ilo      | Deportivo Enersur | 0-1 | Mariscal Miller   |
| 2º | 27-09-2006 | Mariscal Nieto | Ilo      | Deportivo Enersur | 1-1 | Total Clean       |
| 3º | 30-09-2006 | Jorge Basadre  | Tacna    | Mariscal Miller   | 0-1 | Total Clean       |
| 4º | 08-10-2006 | Jorge Basadre  | Tacna    | Mariscal Miller   | 3-0 | Deportivo Enersur |
| 5º | 11-10-2006 | Mariano Melgar | Arequipa | Total Clean       | 6-1 | Deportivo Enersur |
| 6º | 15-10-2006 | Mariano Melgar | Arequipa | Total Clean       | 5-1 | Mariscal Miller   |

#### Semifinales
| Local ida     | Resultado global | Local vuelta    | Ida   | Vuelta |
| ------------- | ---------------- | --------------- | ----- | ------ |
| Deportivo GER | 2 - 8            | Total Clean FC  | 1 - 1 | 1 - 8  |
| Senati FBC    | 3 - 1            | Mariscal Miller | 1 - 1 | 2 - 0  |

| A-1 | 22-10-2006 | Mariscal Nieto | Ilo      | Deportivo GER | 1-1 | Total Clean   |
| A-1 | 29-10-2006 | Mariano Melgar | Arequipa | Total Clean   | 8-1 | Deportivo GER |

| A-1 | 22-10-2006 | Mariano Melgar | Arequipa | Senati FBC      | 1-1 | Mariscal Miller |
| A-1 | 29-10-2006 | Jorge Basadre  | Tacna    | Mariscal Miller | 0-2 | Senati FBC      |

#### Final regional
| Local ida      | Resultado global | Local vuelta |
| -------------- | ---------------- | ------------ |
| Total Clean FC | 1 - 1 4-3(p)     | Senati FBC   |

| Final | 01-11-2006 | Mariano Melgar | Arequipa | Total Clean | 1(4)-1(3) | Senati FBC |

### Región VIII
| Departamento  | Club                | Ciudad           |
| ------------- | ------------------- | ---------------- |
| Apurímac      | Deportivo Educación | Abancay          |
| Apurímac      | C.S.D. El Olivo     | Abancay          |
| Cusco         | Deportivo Municipal | Echarate         |
| Cusco         | Cienciano Junior    | Cusco            |
| Madre de Dios | MINSA FBC           | Puerto Maldonado |
| Madre de Dios | Atlético Porteño    | Puerto Maldonado |
| Puno          | Unión Carolina      | Puno             |
| Puno          | Universidad Andina  | Juliaca          |

#### Primera ronda
| Local ida          | Resultado global | Local vuelta       | Ida   | Vuelta |
| ------------------ | ---------------- | ------------------ | ----- | ------ |
| Unión Carolina     | 7 - 1            | Atlético Porteño   | 5 - 1 | 2 - 0  |
| MINSA FBC          | 1 - 4            | Universidad Andina | 1 - 1 | 0 - 3  |
| Municipal Echarati | 1 - 3            | Social Olivo       | 1 - 1 | 0 - 2  |
| DEA                | 2 - 2            | Cienciano Junior   | 1 - 0 | 1 - 2  |

#### Fase final
| Equipo             | PJ | PG | PE | PP | GF | GC | DG  | Pts |
| ------------------ | -- | -- | -- | -- | -- | -- | --- | --- |
| Universidad Andina | 6  | 4  | 2  | 0  | 18 | 6  | +12 | 14  |
| DEA                | 6  | 3  | 0  | 3  | 11 | 10 | +1  | 9   |
| Unión Carolina     | 6  | 1  | 2  | 3  | 10 | 11 | -1  | 5   |
| Social Olivo       | 6  | 1  | 2  | 3  | 5  | 17 | -12 | 5   |

## Etapa Nacional

### Octavos de final
| Local ida            | Resultado global | Local vuelta       | Ida   | Vuelta |
| -------------------- | ---------------- | ------------------ | ----- | ------ |
| Juan Aurich          | 2 - 1            | Sport Vallejo      | 1 - 0 | 1 - 1  |
| Corazón Micaelino    | 3 - 0            | ADA                | 3 - 0 | 0 - 0  |
| Deportivo Hospital   | 3 - 3 4-2(p)     | Jesús del Valle    | 2 - 1 | 1 - 2  |
| Hijos de Acosvinchos | 1 - 1            | CNI                | 0 - 0 | 1 - 1  |
| Deportivo Ingeniería | 1 - 1            | Sport Victoria     | 0 - 0 | 1 - 1  |
| Sport Huamanga       | 2 - 1            | León de Huánuco    | 2 - 0 | 0 - 1  |
| DEA                  | 0 - 5            | Total Clean        | 0 - 2 | 0 - 3  |
| Senati FBC           | 4 - 3            | Universidad Andina | 4 - 0 | 0 - 3  |

| A | 05-11-2006 | Elías Aguirre     | Chiclayo | Juan Aurich          | 1-0       | Sport Vallejo        |
| A | 12-11-2006 | Mansiche          | Trujillo | Sport Vallejo        | 1-1       | Juan Aurich          |
| B | 05-11-2006 | Miguel Grau       | Piura    | Corazón Micaelino    | 3-0       | ADA                  |
| B | 12-11-2006 | Víctor Montoya    | Jaén     | ADA                  | 0-0       | Corazón Micaelino    |
| C | 05-11-2006 | Aliardo Soria     | Pucallpa | Deportivo Hospital   | 2-1       | Jesús Del Valle      |
| C | 11-11-2006 | Julio Lores Colán | Huaral   | Jesús Del Valle      | 2(2)-1(4) | Deportivo Hospital   |
| D | 05-11-2006 | San marcos        | Lima     | Hijos de Acosvinchos | 0-0       | CNI                  |
| D | 12-11-2006 | Max Augustin      | Iquitos  | CNI                  | 1-1       | Hijos de Acosvinchos |
| E | 05-11-2006 | IV Centenario     | Huancayo | Deportivo Ingeniería | 0-0       | Sport Victoria       |
| E | 12-11-2006 | Picasso Peratta   | Ica      | Sport Victoria       | 1-1       | Deportivo Ingeniería |
| F | 05-11-2006 | Ciudad de Cumaná  | Ayacucho | Sport Huamanga       | 2-0       | León Huánuco         |
| F | 12-11-2006 | Heraclio Tapia    | Huánuco  | León Huánuco         | 1-0       | Sport Huamanga       |
| G | 05-11-2006 | Condebamba        | Abancay  | Deportivo Educación  | 0-2       | Total Clean          |
| G | 12-11-2006 | Mariano Melgar    | Arequipa | Total Clean          | 3-0       | Deportivo Educación  |
| H | 04-11-2006 | Mariano Melgar    | Arequipa | Senati FBC           | 4-0       | Universidad Andina   |
| H | 12-11-2006 | Guillermo Briceño | Juliaca  | Universidad Andina   | 3-1       | Senati FBC           |

### Cuartos de final
| Local ida          | Resultado global | Local vuelta         | Ida   | Vuelta |
| ------------------ | ---------------- | -------------------- | ----- | ------ |
| Juan Aurich        | 4 - 1            | Corazón Micaelino    | 2 - 0 | 2 - 1  |
| Deportivo Hospital | 1 - 7            | Hijos de Acosvinchos | 0 - 3 | 1 - 4  |
| Sport Huamanga     | 1 - 2            | Deportivo Ingeniería | 0 - 0 | 1 - 2  |
| Total Clean        | 3 - 3            | Senati FBC           | 0 - 0 | 3 - 3  |

| 1 | 15-11-2006 | Elías Aguirre    | Chiclayo | Juan Aurich          | 2-0 | Corazón Micaelino    |
| 1 | 22-11-2006 | Miguel Grau      | Piura    | Corazón Micaelino    | 1-2 | Juan Aurich          |
| 2 | 15-11-2006 | Aliardo Soria    | Pucallpa | Deportivo Hospital   | 0-3 | Hijos de Acosvinchos |
| 2 | 22-11-2006 | San Marcos       | Lima     | Hijos de Acosvinchos | 4-1 | Deportivo Hospital   |
| 3 | 15-11-2006 | Ciudad de Cumaná | Ayacucho | Sport Huamanga       | 0-0 | Deportivo Ingeniería |
| 3 | 22-11-2006 | IV Centenario    | Huancayo | Deportivo Ingeniería | 2-1 | Sport Huamanga       |
| 4 | 15-11-2006 | Mariano Melgar   | Arequipa | Total Clean          | 0-0 | Senati FBC           |
| 4 | 22-11-2006 | Mariano Melgar   | Arequipa | Senati FBC           | 3-3 | Total Clean          |

### Semifinal
| Local ida            | Resultado global | Local vuelta | Ida   | Vuelta |
| -------------------- | ---------------- | ------------ | ----- | ------ |
| Hijos de Acosvinchos | 1 - 1 3-1(p)     | Juan Aurich  | 1 - 0 | 0 - 1  |
| Deportivo Ingeniería | 2 - 2            | Total Clean  | 2 - 1 | 0 - 1  |

| 1 | 27-11-2006 | Monumental     | Lima     | Hijos de Acosvinchos | 1-0       | Juan Aurich          |
| 1 | 02-12-2006 | Elías Aguirre  | Chiclayo | Juan Aurich          | 1(1)-0(3) | Hijos de Acosvinchos |
| 2 | 26-11-2006 | IV Centenario  | Huancayo | Deportivo Ingeniería | 2-1       | Total Clean          |
| 2 | 02-12-2006 | Mariano Melgar | Arequipa | Total Clean          | 1-0       | Deportivo Ingeniería |

### Final
| Local ida   | Resultado global | Local vuelta         | Ida   | Vuelta |
| ----------- | ---------------- | -------------------- | ----- | ------ |
| Total Clean | 2 - 1            | Hijos de Acosvinchos | 2 - 0 | 0 - 1  |

- Total Clean asciende a la Primera División mientras que Hijos de Acosvinchos accede a la Segunda División.

| 1 | 09-12-2006 | Mariano Melgar | Arequipa | Total Clean          | 2-0 | Hijos de Acosvinchos |
| 1 | 17-12-2006 | Monumental     | Lima     | Hijos de Acosvinchos | 1-0 | Total Clean          |

#### Ida
|            | POR        | Luis Zanabria     |       |
|            | DEF        | Javier Ubillus    |       |
|            | DEF        | Freddy Suárez     |       |
|            | DEF        | Nikol Prado       |       |
|            | MED        | Christian Vildoso |       |
|            | MED        | Percy Manchego    |       |
|            | MED        | José Manco        |       |
|            | MED        | Marco Martínez    |       |
|            | MED        | Joel Sánchez      |       |
|            | DEL        | Héctor Rojas      |       |
|            | DEL        | Robert Riega      | Salió |
| Entrenador | Entrenador | Roberto Arrelucea |       |

|            | POR        | Yunjol Coronado     |  |
|            | DEF        | Martín Lavalle      |  |
|            | DEF        | Saúl Giral          |  |
|            | DEF        | Luis Coello         |  |
|            | DEF        | Luis Bravo          |  |
|            | MED        | Andy Salinas        |  |
|            | MED        | Boris Narvarte      |  |
|            | MED        | Junior Ardian       |  |
|            | DEL        | Paolo Joya          |  |
|            | DEL        | Jesús Villalta      |  |
|            | DEL        | Eduardo Santisteban |  |
| Entrenador | Entrenador | Roberto Chumpitaz   |  |

|  | DEL | Roberto Iraha |  |

| Anotado | 71' | Héctor Rojas   | 1-0 |
| Anotado | 90' | Percy Manchego | 2-0 |

| Expulsado | 90' | Yunjol Coronado |

| Árbitro | Silvia Reyes |

|            | POR        | Luis Zanabria     |       |
|            | DEF        | Javier Ubillus    |       |
|            | DEF        | Freddy Suárez     |       |
|            | DEF        | Nikol Prado       |       |
|            | MED        | Christian Vildoso |       |
|            | MED        | Percy Manchego    |       |
|            | MED        | José Manco        |       |
|            | MED        | Marco Martínez    |       |
|            | MED        | Joel Sánchez      |       |
|            | DEL        | Héctor Rojas      |       |
|            | DEL        | Robert Riega      | Salió |
| Entrenador | Entrenador | Roberto Arrelucea |       |

|            | POR        | Yunjol Coronado     |  |
|            | DEF        | Martín Lavalle      |  |
|            | DEF        | Saúl Giral          |  |
|            | DEF        | Luis Coello         |  |
|            | DEF        | Luis Bravo          |  |
|            | MED        | Andy Salinas        |  |
|            | MED        | Boris Narvarte      |  |
|            | MED        | Junior Ardian       |  |
|            | DEL        | Paolo Joya          |  |
|            | DEL        | Jesús Villalta      |  |
|            | DEL        | Eduardo Santisteban |  |
| Entrenador | Entrenador | Roberto Chumpitaz   |  |

|  | DEL | Roberto Iraha |  |

| Anotado | 71' | Héctor Rojas   | 1-0 |
| Anotado | 90' | Percy Manchego | 2-0 |

| Expulsado | 90' | Yunjol Coronado |

| Árbitro | Silvia Reyes |

#### Vuelta
|            | POR        | Ricardo Vinatea     |       |
|            | DEF        | César León          |       |
|            | DEF        | Luis Coello         |       |
|            | DEF        | Luis Bravo          |       |
|            | DEF        | Santiago Aquino     | Salió |
|            | MED        | Saúl Giral          |       |
|            | MED        | Andy Salinas        |       |
|            | MED        | Junior Ardian       |       |
|            | DEL        | Paolo Joya          |       |
|            | DEL        | Jhan Paúl Ratto     |       |
|            | DEL        | Eduardo Santisteban |       |
| Entrenador | Entrenador | Roberto Chumpitaz   |       |

|            | POR        | Luis Zanabria     |       |
|            | DEF        | Javier Ubillus    |       |
|            | DEF        | Javier Cárdenas   |       |
|            | DEF        | Nikol Prado       |       |
|            | MED        | Christian Vildoso |       |
|            | MED        | Freddy Suárez     |       |
|            | MED        | Percy Manchego    |       |
|            | MED        | José Manco        |       |
|            | MED        | Joel Sánchez      |       |
|            | DEL        | Robert Riega      | Salió |
|            | DEL        | David Díaz        | Salió |
| Entrenador | Entrenador | Roberto Arrelucea |       |

|  | MED | Edwin Solano |  |

|  | DEL | Roberto Iraha  |  |
|  | MED | Marco Martinez |  |

| Anotado | 53' | Luis Bravo | 1-0 |

| Árbitro | Manuel Magallanes |

|            | POR        | Ricardo Vinatea     |       |
|            | DEF        | César León          |       |
|            | DEF        | Luis Coello         |       |
|            | DEF        | Luis Bravo          |       |
|            | DEF        | Santiago Aquino     | Salió |
|            | MED        | Saúl Giral          |       |
|            | MED        | Andy Salinas        |       |
|            | MED        | Junior Ardian       |       |
|            | DEL        | Paolo Joya          |       |
|            | DEL        | Jhan Paúl Ratto     |       |
|            | DEL        | Eduardo Santisteban |       |
| Entrenador | Entrenador | Roberto Chumpitaz   |       |

|            | POR        | Luis Zanabria     |       |
|            | DEF        | Javier Ubillus    |       |
|            | DEF        | Javier Cárdenas   |       |
|            | DEF        | Nikol Prado       |       |
|            | MED        | Christian Vildoso |       |
|            | MED        | Freddy Suárez     |       |
|            | MED        | Percy Manchego    |       |
|            | MED        | José Manco        |       |
|            | MED        | Joel Sánchez      |       |
|            | DEL        | Robert Riega      | Salió |
|            | DEL        | David Díaz        | Salió |
| Entrenador | Entrenador | Roberto Arrelucea |       |

|  | MED | Edwin Solano |  |

|  | DEL | Roberto Iraha  |  |
|  | MED | Marco Martinez |  |

| Anotado | 53' | Luis Bravo | 1-0 |

| Árbitro | Manuel Magallanes |

|                        |
| Campeón                |
| Total Clean 1.º título |

## La Campaña
| Campaña Total Clean 2006                 | Campaña Total Clean 2006 | Campaña Total Clean 2006 | Campaña Total Clean 2006 | Campaña Total Clean 2006 | Campaña Total Clean 2006     | Campaña Total Clean 2006 | Campaña Total Clean 2006 | Campaña Total Clean 2006 | Campaña Total Clean 2006 | Campaña Total Clean 2006 | Campaña Total Clean 2006 | Campaña Total Clean 2006 | Campaña Total Clean 2006 | Campaña Total Clean 2006 | Campaña Total Clean 2006 | Campaña Total Clean 2006 | Campaña Total Clean 2006 | Campaña Total Clean 2006 | Campaña Total Clean 2006 | Campaña Total Clean 2006 | Campaña Total Clean 2006 | Campaña Total Clean 2006 | Campaña Total Clean 2006 | Campaña Total Clean 2006 | Campaña Total Clean 2006 | Campaña Total Clean 2006 | Campaña Total Clean 2006 | Campaña Total Clean 2006 | Campaña Total Clean 2006 | Campaña Total Clean 2006 | Campaña Total Clean 2006 | Campaña Total Clean 2006 | Campaña Total Clean 2006 | Campaña Total Clean 2006 | Campaña Total Clean 2006 | Campaña Total Clean 2006 | Campaña Total Clean 2006 | Campaña Total Clean 2006 | Campaña Total Clean 2006 | Campaña Total Clean 2006 | Campaña Total Clean 2006 | Campaña Total Clean 2006 |
| ---------------------------------------- | ------------------------ | ------------------------ | ------------------------ | ------------------------ | ---------------------------- | ------------------------ | ------------------------ | ------------------------ | ------------------------ | ------------------------ | ------------------------ | ------------------------ | ------------------------ | ------------------------ | ------------------------ | ------------------------ | ------------------------ | ------------------------ | ------------------------ | ------------------------ | ------------------------ | ------------------------ | ------------------------ | ------------------------ | ------------------------ | ------------------------ | ------------------------ | ------------------------ | ------------------------ | ------------------------ | ------------------------ | ------------------------ | ------------------------ | ------------------------ | ------------------------ | ------------------------ | ------------------------ | ------------------------ | ------------------------ | ------------------------ | ------------------------ | ------------------------ |
|                                          |                          |                          |                          |                          |                              |                          |                          |                          |                          |                          |                          |                          |                          |                          |                          |                          |                          |                          |                          |                          |                          |                          |                          |                          |                          |                          |                          |                          |                          |                          |                          |                          |                          |                          |                          |                          |                          |                          |                          |                          |                          |                          |
| Liga Distrital de Sachaca                |                          |                          |                          |                          |                              |                          |                          |                          |                          |                          |                          |                          |                          |                          |                          |                          |                          |                          |                          |                          |                          |                          |                          |                          |                          |                          |                          |                          |                          |                          |                          |                          |                          |                          |                          |                          |                          |                          |                          |                          |                          |                          |
| Provincial de Arequipa                   |                          |                          |                          |                          |                              |                          |                          |                          |                          |                          |                          |                          |                          |                          |                          |                          |                          |                          |                          |                          |                          |                          |                          |                          |                          |                          |                          |                          |                          |                          |                          |                          |                          |                          |                          |                          |                          |                          |                          |                          |                          |                          |
| Fecha                                    | Estadio                  | Ciudad                   | Local                    | Score                    | Visitante                    |                          |                          |                          |                          |                          |                          |                          |                          |                          |                          |                          |                          |                          |                          |                          |                          |                          |                          |                          |                          |                          |                          |                          |                          |                          |                          |                          |                          |                          |                          |                          |                          |                          |                          |                          |                          |                          |
| 04-06-2006                               | Municipal de Sachaca     | Sachaca                  | Total Clean              | 1-0                      | Unión Pesquero(Miraflores)   |                          |                          |                          |                          |                          |                          |                          |                          |                          |                          |                          |                          |                          |                          |                          |                          |                          |                          |                          |                          |                          |                          |                          |                          |                          |                          |                          |                          |                          |                          |                          |                          |                          |                          |                          |                          |                          |
| 11-06-2006                               | Municipal de La Joya     | La Joya                  | Diamante Joyino          | 1-3                      | Total Clean                  |                          |                          |                          |                          |                          |                          |                          |                          |                          |                          |                          |                          |                          |                          |                          |                          |                          |                          |                          |                          |                          |                          |                          |                          |                          |                          |                          |                          |                          |                          |                          |                          |                          |                          |                          |                          |                          |
| 18-06-2006                               | Municipal de Sachaca     | Sachaca                  | Total Clean              | 7-0                      | El Parral(Vítor)             |                          |                          |                          |                          |                          |                          |                          |                          |                          |                          |                          |                          |                          |                          |                          |                          |                          |                          |                          |                          |                          |                          |                          |                          |                          |                          |                          |                          |                          |                          |                          |                          |                          |                          |                          |                          |                          |
| 29-06-2006                               | La Tomilla               | Cayma                    | Coronel Bolognesi        | 2-2                      | Total Clean                  |                          |                          |                          |                          |                          |                          |                          |                          |                          |                          |                          |                          |                          |                          |                          |                          |                          |                          |                          |                          |                          |                          |                          |                          |                          |                          |                          |                          |                          |                          |                          |                          |                          |                          |                          |                          |                          |
| 02-07-2006                               | Máximo Carrasco          | Paucarpata               | Ricardo Palma            | 0-7                      | Total Clean                  |                          |                          |                          |                          |                          |                          |                          |                          |                          |                          |                          |                          |                          |                          |                          |                          |                          |                          |                          |                          |                          |                          |                          |                          |                          |                          |                          |                          |                          |                          |                          |                          |                          |                          |                          |                          |                          |
| 05-07-2006                               | Municipal de Sachaca     | Sachaca                  | Total Clean              | 2-0                      | Ricardo Palma                |                          |                          |                          |                          |                          |                          |                          |                          |                          |                          |                          |                          |                          |                          |                          |                          |                          |                          |                          |                          |                          |                          |                          |                          |                          |                          |                          |                          |                          |                          |                          |                          |                          |                          |                          |                          |                          |
| 08-07-2006                               | Mariano Melgar           | Arequipa                 | Total Clean              | 3-0                      | Unión Pesquero(Miraflores)   |                          |                          |                          |                          |                          |                          |                          |                          |                          |                          |                          |                          |                          |                          |                          |                          |                          |                          |                          |                          |                          |                          |                          |                          |                          |                          |                          |                          |                          |                          |                          |                          |                          |                          |                          |                          |                          |
| 16-07-2006                               | Mariano Melgar           | Arequipa                 | FBC Pierola              | 0-2                      | Total Clean                  |                          |                          |                          |                          |                          |                          |                          |                          |                          |                          |                          |                          |                          |                          |                          |                          |                          |                          |                          |                          |                          |                          |                          |                          |                          |                          |                          |                          |                          |                          |                          |                          |                          |                          |                          |                          |                          |
| 19-07-2006                               | Umacollo                 | Yanahuara                | Total Clean              | 3-0                      | Senati FBC(Sachaca)          |                          |                          |                          |                          |                          |                          |                          |                          |                          |                          |                          |                          |                          |                          |                          |                          |                          |                          |                          |                          |                          |                          |                          |                          |                          |                          |                          |                          |                          |                          |                          |                          |                          |                          |                          |                          |                          |
| 08-07-2006                               | Mariano Melgar           | Arequipa                 | Total Clean              | 3-0                      | Mrscal. Castilla(C.Colorado) |                          |                          |                          |                          |                          |                          |                          |                          |                          |                          |                          |                          |                          |                          |                          |                          |                          |                          |                          |                          |                          |                          |                          |                          |                          |                          |                          |                          |                          |                          |                          |                          |                          |                          |                          |                          |                          |
| Departamental de Arequipa                |                          |                          |                          |                          |                              |                          |                          |                          |                          |                          |                          |                          |                          |                          |                          |                          |                          |                          |                          |                          |                          |                          |                          |                          |                          |                          |                          |                          |                          |                          |                          |                          |                          |                          |                          |                          |                          |                          |                          |                          |                          |                          |
| 30-07-2006                               | Municipal de Yauca       | Yauca                    | Panamericano             | 0-2                      | Total Clean                  |                          |                          |                          |                          |                          |                          |                          |                          |                          |                          |                          |                          |                          |                          |                          |                          |                          |                          |                          |                          |                          |                          |                          |                          |                          |                          |                          |                          |                          |                          |                          |                          |                          |                          |                          |                          |                          |
| 05-08-2006                               | Mariano Melgar           | Arequipa                 | Total Clean              | 3-0                      | Panamericano                 |                          |                          |                          |                          |                          |                          |                          |                          |                          |                          |                          |                          |                          |                          |                          |                          |                          |                          |                          |                          |                          |                          |                          |                          |                          |                          |                          |                          |                          |                          |                          |                          |                          |                          |                          |                          |                          |
| 13-08-2006                               | 9 de Noviembre           | Camaná                   | Buenos Aires             | 0-1                      | Total Clean                  |                          |                          |                          |                          |                          |                          |                          |                          |                          |                          |                          |                          |                          |                          |                          |                          |                          |                          |                          |                          |                          |                          |                          |                          |                          |                          |                          |                          |                          |                          |                          |                          |                          |                          |                          |                          |                          |
| 16-08-2006                               | Mariano Melgar           | Arequipa                 | Total Clean              | 4-0                      | Juventud Huancarqui          |                          |                          |                          |                          |                          |                          |                          |                          |                          |                          |                          |                          |                          |                          |                          |                          |                          |                          |                          |                          |                          |                          |                          |                          |                          |                          |                          |                          |                          |                          |                          |                          |                          |                          |                          |                          |                          |
| 19-08-2006                               | Municipal de Mollendo    | Mollendo                 | Atlético Mollendo        | 0-0                      | Total Clean                  |                          |                          |                          |                          |                          |                          |                          |                          |                          |                          |                          |                          |                          |                          |                          |                          |                          |                          |                          |                          |                          |                          |                          |                          |                          |                          |                          |                          |                          |                          |                          |                          |                          |                          |                          |                          |                          |
| 26-08-2006                               | Mariano Melgar           | Arequipa                 | Total Clean              | 3-1                      | Atlético Mollendo            |                          |                          |                          |                          |                          |                          |                          |                          |                          |                          |                          |                          |                          |                          |                          |                          |                          |                          |                          |                          |                          |                          |                          |                          |                          |                          |                          |                          |                          |                          |                          |                          |                          |                          |                          |                          |                          |
| 29-08-2006                               | Municipal de Aplao       | Aplao                    | Juventud Huancarqui      | 2-1                      | Total Clean                  |                          |                          |                          |                          |                          |                          |                          |                          |                          |                          |                          |                          |                          |                          |                          |                          |                          |                          |                          |                          |                          |                          |                          |                          |                          |                          |                          |                          |                          |                          |                          |                          |                          |                          |                          |                          |                          |
| 02-09-2006                               | Mariano Melgar           | Arequipa                 | Total Clean              | 6-1                      | Buenos Aires                 |                          |                          |                          |                          |                          |                          |                          |                          |                          |                          |                          |                          |                          |                          |                          |                          |                          |                          |                          |                          |                          |                          |                          |                          |                          |                          |                          |                          |                          |                          |                          |                          |                          |                          |                          |                          |                          |
| 06-09-2006                               | Almirante Miguel Grau    | El Pedregal              | Juventus Corazón         | 0-1                      | Total Clean                  |                          |                          |                          |                          |                          |                          |                          |                          |                          |                          |                          |                          |                          |                          |                          |                          |                          |                          |                          |                          |                          |                          |                          |                          |                          |                          |                          |                          |                          |                          |                          |                          |                          |                          |                          |                          |                          |
| 09-09-2006                               | Mariano Melgar           | Arequipa                 | Total Clean              | 3-0                      | Juventus Corazón             |                          |                          |                          |                          |                          |                          |                          |                          |                          |                          |                          |                          |                          |                          |                          |                          |                          |                          |                          |                          |                          |                          |                          |                          |                          |                          |                          |                          |                          |                          |                          |                          |                          |                          |                          |                          |                          |
| 16-09-2006                               | Mariano Melgar           | Arequipa                 | Total Clean              | 1-0                      | Senati FBC                   |                          |                          |                          |                          |                          |                          |                          |                          |                          |                          |                          |                          |                          |                          |                          |                          |                          |                          |                          |                          |                          |                          |                          |                          |                          |                          |                          |                          |                          |                          |                          |                          |                          |                          |                          |                          |                          |
| Región VII                               |                          |                          |                          |                          |                              |                          |                          |                          |                          |                          |                          |                          |                          |                          |                          |                          |                          |                          |                          |                          |                          |                          |                          |                          |                          |                          |                          |                          |                          |                          |                          |                          |                          |                          |                          |                          |                          |                          |                          |                          |                          |                          |
| 27-09-2006                               | Mariscal Nieto           | Ilo                      | Deportivo Enersur        | 1-1                      | Total Clean                  |                          |                          |                          |                          |                          |                          |                          |                          |                          |                          |                          |                          |                          |                          |                          |                          |                          |                          |                          |                          |                          |                          |                          |                          |                          |                          |                          |                          |                          |                          |                          |                          |                          |                          |                          |                          |                          |
| 30-09-2006                               | Jorge Basadre            | Tacna                    | Mariscal Miller          | 0-1                      | Total Clean                  |                          |                          |                          |                          |                          |                          |                          |                          |                          |                          |                          |                          |                          |                          |                          |                          |                          |                          |                          |                          |                          |                          |                          |                          |                          |                          |                          |                          |                          |                          |                          |                          |                          |                          |                          |                          |                          |
| 11-10-2006                               | Mariano Melgar           | Arequipa                 | Total Clean              | 6-1                      | Deportivo Enersur            |                          |                          |                          |                          |                          |                          |                          |                          |                          |                          |                          |                          |                          |                          |                          |                          |                          |                          |                          |                          |                          |                          |                          |                          |                          |                          |                          |                          |                          |                          |                          |                          |                          |                          |                          |                          |                          |
| 14-10-2006                               | Mariano Melgar           | Arequipa                 | Total Clean              | 5-1                      | Mariscal Miller              |                          |                          |                          |                          |                          |                          |                          |                          |                          |                          |                          |                          |                          |                          |                          |                          |                          |                          |                          |                          |                          |                          |                          |                          |                          |                          |                          |                          |                          |                          |                          |                          |                          |                          |                          |                          |                          |
| 22-10-2006                               | Mariscal Nieto           | Ilo                      | Deportivo GER            | 1-1                      | Total Clean                  |                          |                          |                          |                          |                          |                          |                          |                          |                          |                          |                          |                          |                          |                          |                          |                          |                          |                          |                          |                          |                          |                          |                          |                          |                          |                          |                          |                          |                          |                          |                          |                          |                          |                          |                          |                          |                          |
| 28-10-2006                               | Mariano Melgar           | Arequipa                 | Total Clean              | 8-1                      | Deportivo GER                |                          |                          |                          |                          |                          |                          |                          |                          |                          |                          |                          |                          |                          |                          |                          |                          |                          |                          |                          |                          |                          |                          |                          |                          |                          |                          |                          |                          |                          |                          |                          |                          |                          |                          |                          |                          |                          |
| 01-11-2006                               | Mariano Melgar           | Arequipa                 | Total Clean              | 1(4)-1(3)                | Senati FBC                   |                          |                          |                          |                          |                          |                          |                          |                          |                          |                          |                          |                          |                          |                          |                          |                          |                          |                          |                          |                          |                          |                          |                          |                          |                          |                          |                          |                          |                          |                          |                          |                          |                          |                          |                          |                          |                          |
| Etapa Nacional: Octavos de final         |                          |                          |                          |                          |                              |                          |                          |                          |                          |                          |                          |                          |                          |                          |                          |                          |                          |                          |                          |                          |                          |                          |                          |                          |                          |                          |                          |                          |                          |                          |                          |                          |                          |                          |                          |                          |                          |                          |                          |                          |                          |                          |
| 05-11-2006                               | Condebamba               | Abancay                  | Deportivo Educación      | 0-2                      | Total Clean                  |                          |                          |                          |                          |                          |                          |                          |                          |                          |                          |                          |                          |                          |                          |                          |                          |                          |                          |                          |                          |                          |                          |                          |                          |                          |                          |                          |                          |                          |                          |                          |                          |                          |                          |                          |                          |                          |
| 12-11-2006                               | Mariano Melgar           | Arequipa                 | Total Clean              | 3-0                      | Deportivo Educación          |                          |                          |                          |                          |                          |                          |                          |                          |                          |                          |                          |                          |                          |                          |                          |                          |                          |                          |                          |                          |                          |                          |                          |                          |                          |                          |                          |                          |                          |                          |                          |                          |                          |                          |                          |                          |                          |
| Etapa Nacional: Cuartos de final         |                          |                          |                          |                          |                              |                          |                          |                          |                          |                          |                          |                          |                          |                          |                          |                          |                          |                          |                          |                          |                          |                          |                          |                          |                          |                          |                          |                          |                          |                          |                          |                          |                          |                          |                          |                          |                          |                          |                          |                          |                          |                          |
| 15-11-2006                               | Mariano Melgar           | Arequipa                 | Total Clean              | 0-0                      | Senati FBC                   |                          |                          |                          |                          |                          |                          |                          |                          |                          |                          |                          |                          |                          |                          |                          |                          |                          |                          |                          |                          |                          |                          |                          |                          |                          |                          |                          |                          |                          |                          |                          |                          |                          |                          |                          |                          |                          |
| 22-11-2006                               | Mariano Melgar           | Arequipa                 | Senati FBC               | 3-3                      | Total Clean                  |                          |                          |                          |                          |                          |                          |                          |                          |                          |                          |                          |                          |                          |                          |                          |                          |                          |                          |                          |                          |                          |                          |                          |                          |                          |                          |                          |                          |                          |                          |                          |                          |                          |                          |                          |                          |                          |
| Etapa Nacional: Semifinal                |                          |                          |                          |                          |                              |                          |                          |                          |                          |                          |                          |                          |                          |                          |                          |                          |                          |                          |                          |                          |                          |                          |                          |                          |                          |                          |                          |                          |                          |                          |                          |                          |                          |                          |                          |                          |                          |                          |                          |                          |                          |                          |
| 26-11-2006                               | IV Centenario            | Huancayo                 | Deportivo Ingeniería     | 2-1                      | Total Clean                  |                          |                          |                          |                          |                          |                          |                          |                          |                          |                          |                          |                          |                          |                          |                          |                          |                          |                          |                          |                          |                          |                          |                          |                          |                          |                          |                          |                          |                          |                          |                          |                          |                          |                          |                          |                          |                          |
| 02-12-2006                               | Mariano Melgar           | Arequipa                 | Total Clean              | 1-0                      | Deportivo Ingeniería         |                          |                          |                          |                          |                          |                          |                          |                          |                          |                          |                          |                          |                          |                          |                          |                          |                          |                          |                          |                          |                          |                          |                          |                          |                          |                          |                          |                          |                          |                          |                          |                          |                          |                          |                          |                          |                          |
| Etapa Nacional: Gran Finalísima          |                          |                          |                          |                          |                              |                          |                          |                          |                          |                          |                          |                          |                          |                          |                          |                          |                          |                          |                          |                          |                          |                          |                          |                          |                          |                          |                          |                          |                          |                          |                          |                          |                          |                          |                          |                          |                          |                          |                          |                          |                          |                          |
| 09-12-2006                               | Mariano Melgar           | Arequipa                 | Total Clean              | 2-0                      | Hijos de Acosvinchos         |                          |                          |                          |                          |                          |                          |                          |                          |                          |                          |                          |                          |                          |                          |                          |                          |                          |                          |                          |                          |                          |                          |                          |                          |                          |                          |                          |                          |                          |                          |                          |                          |                          |                          |                          |                          |                          |
| 17-12-2006                               | Monumental               | Lima                     | Hijos de Acosvinchos     | 1-0                      | Total Clean                  |                          |                          |                          |                          |                          |                          |                          |                          |                          |                          |                          |                          |                          |                          |                          |                          |                          |                          |                          |                          |                          |                          |                          |                          |                          |                          |                          |                          |                          |                          |                          |                          |                          |                          |                          |                          |                          |
| Total Clean Campeón de la Copa Perú 2006 |                          |                          |                          |                          |                              |                          |                          |                          |                          |                          |                          |                          |                          |                          |                          |                          |                          |                          |                          |                          |                          |                          |                          |                          |                          |                          |                          |                          |                          |                          |                          |                          |                          |                          |                          |                          |                          |                          |                          |                          |                          |                          |